# Азёва
Азёва — деревня в Ирбитском МО Свердловской области, Россия.

## География
Деревня Азёва «Ирбитского муниципального образования» находится в 17 километрах (по автотрассе в 21 километрах) к востоку-северо-востоку от города Ирбит, на правом берегу реки Мурза (левого притока реки Ница).

## Население
| 2002 | 2010 | 2021 |
| ---- | ---- | ---- |
| 43   | ↗47  | ↘33  |

В деревне родился и окончил начальную школу Герой Советского Союза Михаил Ефимович Азев (1906–1943).